# Andricus gallaeurnaeformis
Andricus gallaeurnaeformis är en stekelart som först beskrevs av Boyer de Fonscolombe 1832.  Andricus gallaeurnaeformis ingår i släktet Andricus och familjen gallsteklar. Arten är reproducerande i Sverige. Inga underarter finns listade i Catalogue of Life.